# Eurypsyche lewinii
Eurypsyche lewinii är en fjärilsart som beskrevs av Butler 1886. Eurypsyche lewinii ingår i släktet Eurypsyche och familjen nattflyn. Inga underarter finns listade i Catalogue of Life.